# A magyar állam tulajdonában álló műemlékek listája
Az alábbi linkeken található listák a magyar állam tulajdonában álló, országos műemléki védettségű ingatlanokat tartalmazzák, vármegyei bontásban.
- A magyar állam tulajdonában álló műemlékek listája Budapesten
- A magyar állam tulajdonában álló műemlékek listája Bács-Kiskun vármegyében
- A magyar állam tulajdonában álló műemlékek listája Baranya vármegyében
- A magyar állam tulajdonában álló műemlékek listája Békés vármegyében
- A magyar állam tulajdonában álló műemlékek listája Borsod-Abaúj-Zemplén vármegyében
- A magyar állam tulajdonában álló műemlékek listája Csongrád-Csanád vármegyében
- A magyar állam tulajdonában álló műemlékek listája Fejér vármegyében
- A magyar állam tulajdonában álló műemlékek listája Győr-Moson-Sopron vármegyében
- A magyar állam tulajdonában álló műemlékek listája Hajdú-Bihar vármegyében
- A magyar állam tulajdonában álló műemlékek listája Heves vármegyében
- A magyar állam tulajdonában álló műemlékek listája Jász-Nagykun-Szolnok vármegyében
- A magyar állam tulajdonában álló műemlékek listája Komárom-Esztergom vármegyében
- A magyar állam tulajdonában álló műemlékek listája Nógrád vármegyében
- A magyar állam tulajdonában álló műemlékek listája Pest vármegyében
- A magyar állam tulajdonában álló műemlékek listája Somogy vármegyében
- A magyar állam tulajdonában álló műemlékek listája Szabolcs-Szatmár-Bereg vármegyében
- A magyar állam tulajdonában álló műemlékek listája Tolna vármegyében
- A magyar állam tulajdonában álló műemlékek listája Vas vármegyében
- A magyar állam tulajdonában álló műemlékek listája Veszprém vármegyében
- A magyar állam tulajdonában álló műemlékek listája Zala vármegyében

(Az esetlegesen hibás, táblázatokban javított koordináták napi frissítéssel átkerülnek a térképes keresőre és az adatbázist használó alkalmazásokra.)